# Marie-Anne de Schwarzenberg
La princesse Marie-Anne de Schwarzenberg (25 décembre 1706 - 12 janvier 1755) est une margravine consort de Bade-Bade et princesse de Schwarzenberg par la naissance. Elle est la fille du prince Adam-François de Schwarzenberg et de la princesse Éléonore-Amélie de Lobkowicz.
Elle épouse Louis-Georges de Bade-Bade. Sa future belle-mère voyage à Vienne afin d'obtenir la permission de Charles VI, empereur du Saint-Empire. La permission est accordée et le mariage est célébré le 8 avril 1721 au château de Český Krumlov.

## Honneurs
- 3 mai 1732 :  Noble Dame de l'Ordre Impérial de la Croix étoilée, par ordonnance de Wilhelmine-Amélie de Brunswick-Lunebourg, impératrice du Saint-Empire.

## Descendance
- La princesse Élisabeth Augusta de Bade-Bade (16 mars 1726 - 7 janvier 1789); mariée le 2 février 1755 à Michael Wenzel d'Althann, sans descendance.
- Charles-Louis de Bade-Bade (25 août 1728 - 6 juillet 1734); décédé dans la petite enfance.
- Georges-Louis de Bade-Bade (11 août 1736 - 11 mars 1737); décédé dans la petite enfance.
- Jeanne de Bade-Bade (28 avril 1737 - 29 avril 1737); décédée dans la petite enfance.